# 烏白杜爾·哈克
烏白杜爾·哈克（1928年5月2日—2007年10月6日）是孟加拉国國家清真寺白图穆卡兰清真寺的第三任海推布。

## 早年生活
烏白杜爾·哈克於1928年5月2日出生於錫爾赫特縣扎奇甘傑烏帕齊拉，他曾於鄰近的比亞尼巴扎爾公眾學院（Biyanibazar Qawmi Madrasa） （页面存档备份，存于）學習阿拉伯語、烏爾都語與波斯語等語言，後在其父創立的蒙希巴扎尔學院（Munshibazar Ayeragaon Madrasa）學習兩年。1942年他入讀德奧班德神學院，在賽義德·海珊·艾哈邁德·邁達尼等學者指導下學習聖訓與塔夫希爾（古蘭經的經注）。

## 工作
1950年，烏白杜爾·哈克加入了位於達卡的Bara Katara Hossainya Ashraful Ulum學院，在該處教授聖訓學，1952年成為達卡阿利亞學院（Dhaka Alia Madrasa）的教師，於1964年至1971年以聖訓專家（muhaddith）的身份教授聖訓學，1971年至1973年擔任該學院塔夫希爾系的助理教授，並在1973年至1979年擔任副校長。1984年，時任孟加拉總統的艾爾沙德任命哈克為該國國家清真寺白圖穆卡蘭清真寺的海推布，之後哈克持續擔任此職，直到2007年逝世。1986年，哈克兼任吉大港帕提亞的帕提亞伊斯蘭大學的聖訓長老（Shaikhul Hadith），隔年亦於Sylhet's Jamia Kasimul Dargah學院兼任相同職務。
烏白杜爾·哈克是白图穆卡兰清真寺任期最長的海推布，2001年，當時執政的孟加拉國人民聯盟政府曾強迫他退休，不過他成功遞交請願推翻政府的決議而繼續留任。哈克亦是國家伊斯蘭教法理事會（National Sharia Council）的成員，也擔任孟加拉伊斯蘭銀行、孟加拉伊斯蘭保險（Islami Insurance Bangladesh）等組織的伊斯蘭教法理事會主席。

## 觀點
1994年，烏白杜爾·哈克曾對部分孟加拉左翼政黨對西方非政府組織在當地傳播基督教的支持與同情，而產生一些對伊斯蘭教「不公平的行為」表示關切。2003年3月21日，他與另一位孟加拉伊斯蘭學者、同時也是政治人物的法兹勒·哈克·阿米尼發起了一場抗議美軍攻打伊拉克的大型反戰遊行，並在遊行中表示「美國將會漸漸佔領沙烏地阿拉伯與科威特等中東所有盛產石油的地區。」而在白圖穆卡蘭清真寺前一場有內閣官員參加的演講中，哈克甚至指美國總統乔治·沃克·布什是「世界上最可惡的恐怖份子」，主張應該發起對美國的聖戰。另外，哈克也是反阿赫邁底亞運動的先驅之一，1993年，他以國際最後先知運動（International Khatme Nabuwat Movement, IKNM）領導人的身份在達卡召開反對阿赫邁底亞的會議，宣布阿赫邁底亞不屬於穆斯林，呼籲政府禁止其出版刊物的權利，並禁止其擔任政府高級官職。

### 反恐
在2005年4月1日達卡一場由伊斯蘭神學者協會主持的會議上，烏白杜爾·哈克與來自孟加拉、印度與巴基斯坦的其他烏理瑪宣示了一道譴責恐怖主義的伊斯蘭教令。該年8月，孟加拉聖戰者組織等激進組織在該國發動了連環爆炸案後，烏白杜爾·哈克主持了一場有上千人參加的禱告與反恐活動，他指出策劃爆炸事件的恐怖分子是伊斯蘭教與人民的公敵，所有穆斯林均有責任挺身反對以伊斯蘭之名殺傷無辜民眾的恐怖份子。